# Albertine Lapensée
Albertine Lapensée (10 août 1898 - 7 janvier 1963), surnommée Miracle Maid par les médias anglophones et L'étoile des étoiles par les francophones, est une joueuse de hockey féminin canadienne.

## Biographie
Albertine Lapensée naît dans une famille nombreuse à Cornwall ; elle apprend le patinage et le hockey sur les étangs gelés de la ville. 
Elle joue deux saisons comme capitaine de l'équipe les Victorias de Cornwall. Le hockey féminin débute au Canada alors que les hommes sont appelés sous les drapeaux pendant la première guerre mondiale. 
Lors de sa première saison, elle marque plus de la moitié des buts de l’équipe, avec jusqu’à 15 buts inscrits lors d’une seule rencontre. Ses prouesses provoquent l’affluence à l’Aréna Jubilée lorsqu’elle y joue. 
En 1918, Albertine Lapensée disparait. Certains historiens pensent qu'elle est morte de l'épidemie de grippe espagnole, qu'elle s'est mariée aux Etats-Unis ou qu'elle est allée y subir un changement de sexe. Des recherches récentes ont montré que c'était une personne intersexe qui avait transitionné naturellement vers le sexe masculin, prenant le nom d'Albert Joseph Lapensée Smith,.
|  |